# Okres Telenești
Telenești (rumunsky Raionul Telenești) je okres ve středním Moldavsku. Žije zde okolo 61 tisíc obyvatel a jeho sídlem je město Telenești. Na západě sousedí s okresem Sîngerei, na severu s okresem Florești a okresem Șoldănești, na severovýchodě s okresem Rezina, na jihovýchodě s okresem Orhei, na jihu s okresem Călărași a na jihozápadě s okresem Ungheni.